# Nothochrysa fulviceps
Nothochrysa fulviceps là một loài côn trùng trong họ Chrysopidae thuộc bộ Neuroptera. Loài này được Stephens miêu tả năm 1836.

## Hình ảnh

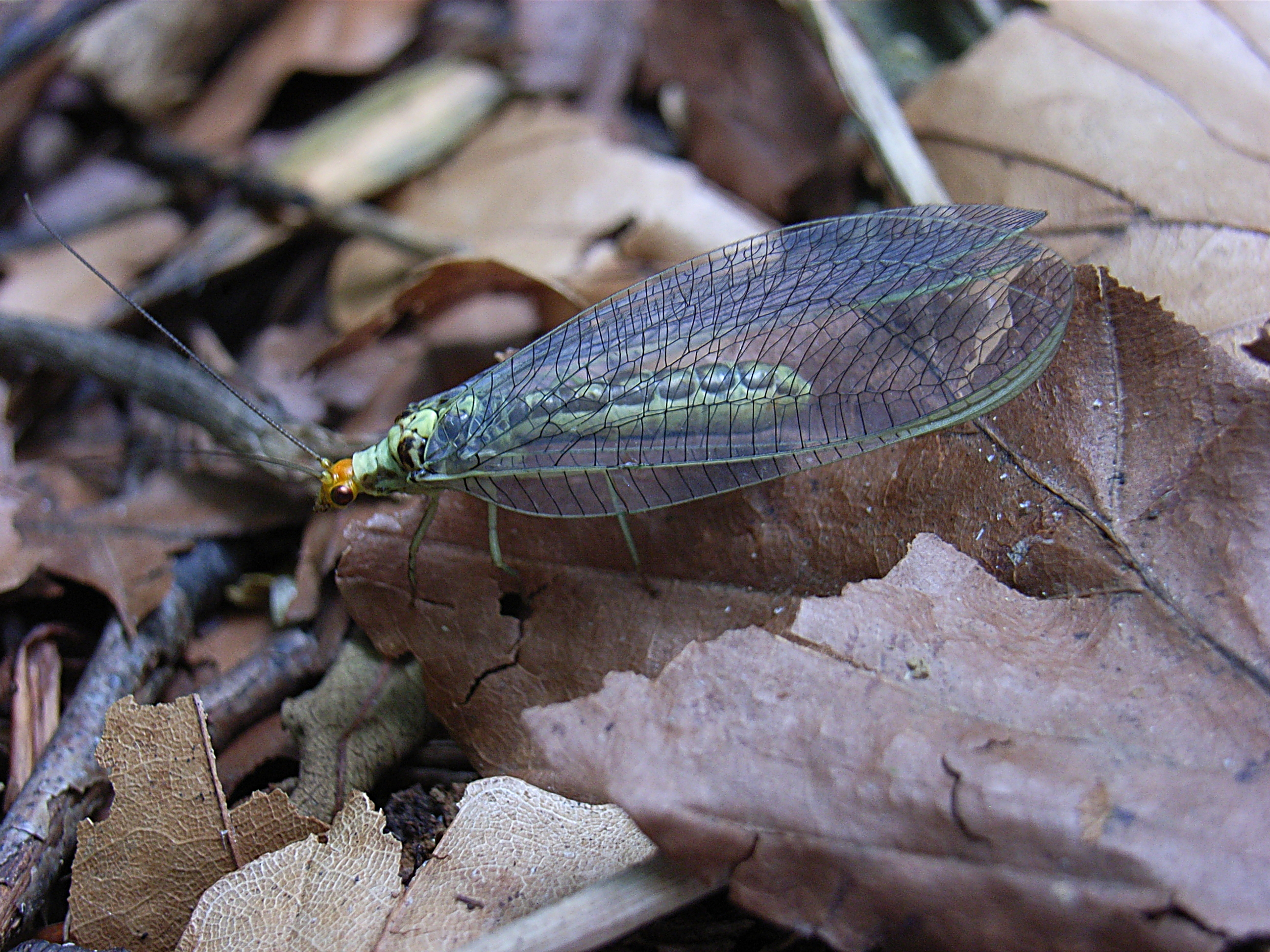
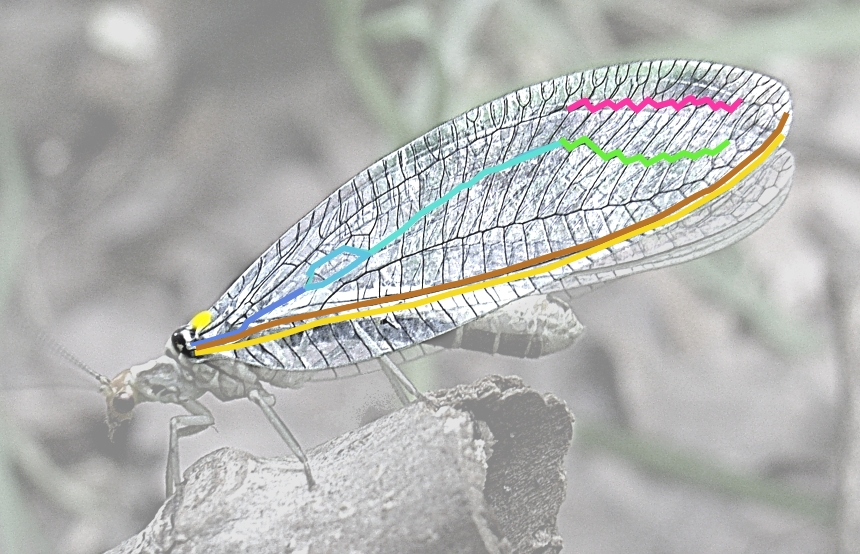